# Biblioteca de la Pléiade

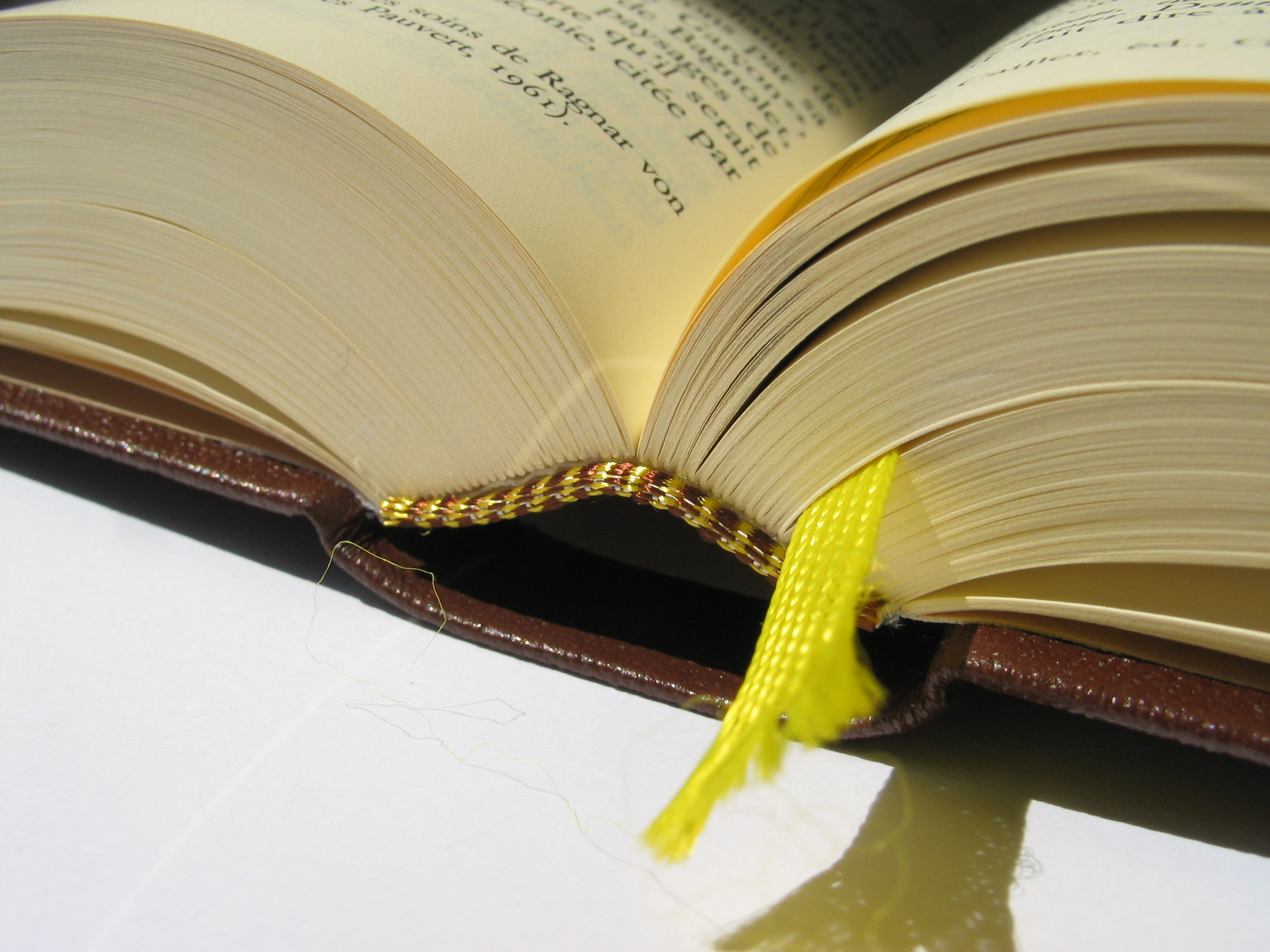
Vista detallada de la calidad de la encuadernación de un volumen de la Biblioteca de la Pléiade.

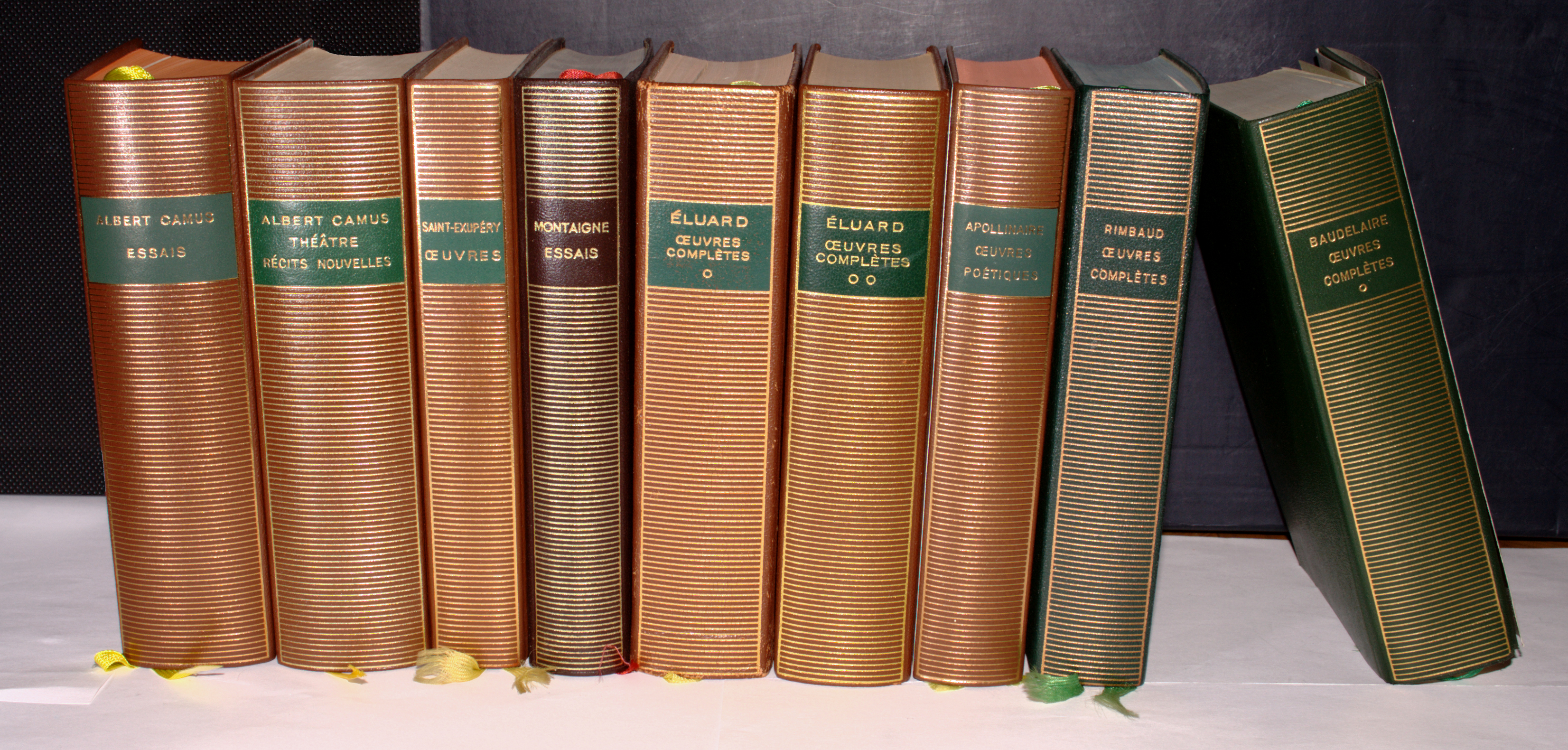
Nueve volúmenes de la Pléiade.

La Biblioteca de la Pléiade (en francés, Bibliothèque de la Pléiade) es una colección de libros que fue creada en 1931 por Jacques Schiffrin, entonces joven editor independiente. Schiffrin quería ofrecer al público ediciones de referencia de las obras completas de autores clásicos en un formato de bolsillo. André Gide tomó interés en el proyecto de Schiffrin y la introdujo en Gallimard, en cuya editorial se sigue publicando la colección.

## Repercusión
La colección es una referencia en términos de prestigio, calidad editorial y reconocimiento literario de escritores. Ser publicado en la Pléiade representa una especie de consagración para los escritores, y solo unos pocos han sido consagrados durante su vida. Actualmente, publica no solo las obras principales de la literatura francesa, sino también de la literatura mundial.
Su encuadernación en cuero de plena piel y dorado con oro la convierte en una edición de lujo. Impresas en papel biblia, las copias son muy compactas.
La Biblioteca de la Pléiade, de la que trata este artículo, es distinta de otras publicaciones con el sello «La Pléiade», como los álbumes de la Pléiade, la agenda, la enciclopedia Pléiade, mientras que el uso de la metonimia Pléiade designa una obra de esta colección.

## Historia
En enero de 1923, Jacques Schiffrin creó Les Éditions de la Pléiade, J. Schiffrin & Cie., con sede en el n.º 7 de la rue Chaptal de París, a continuación, en el n.º 6 de la rue Tournefort y finalmente en el n.º 2 de la rue Huyguens. El primer volumen apareció el 2 de abril.

### Creación de la colección
En 1931, Jacques Schiffrin creó una colección innovadora: la biblioteca de la Pléiade, cuyo nombre evoca tanto la constelación, como a los poetas del grupo homónimo del siglo XVI y a un grupo de clásicos rusos. Schiffrin padre quería ofrecer al público las obras completas de autores clásicos como ya lo hacían los Clásicos Garnier, pero ofreciendo un formato de bolsillo más compacto gracias al papel biblia y a una encuadernación de cuero. El primer volumen, publicado el 10 de septiembre de 1931, es el primer volumen de la obra de Charles Baudelaire.

### Integración con la NRF
André Gide y Jean Schlumberger, creadores de la Nouvelle Revue Française (NRF), estaban interesados en el trabajo de este nuevo editor, e integraron esta colección en la editorial Gallimard el 31 de julio de 1933. En 1940, durante la ocupación alemana, Jacques Schiffrin fue despedido por Gaston Gallimard debido a las leyes sobre el estatus de los judíos y se exilió en los Estados Unidos. Jean Paulhan se hizo cargo de la colección.

### Desarrollo
Rápidamente, la biblioteca de la Pleiade desarrolla el aparato crítico que rodea el texto y ofrece un enfoque científico que lo convierte en una colección de referencia. La publicación en 1953 de las obras de Antoine de Saint-Exupéry llevó la Pléyade al mundo de las ediciones de gran éxito. Con la colección Les Portiques, el Club Francés del Libro pensó enfrentarse a Gallimard pero renunció por razones estratégicas. Durante los años sesenta, la colección se extendió a la literatura extranjera y exploró nuevos campos: textos sagrados, clásicos asiáticos, textos filosóficos, etc. En 1999, Antoine Gallimard crea la Carta de la Pléyade enviada trimestralmente a los miembros del Círculo de la Pléiade cuya membresía es libre y gratuita.
Hoy es una colección enciclopédica, una verdadera referencia en el mundo académico. Caracterizada por su rico contenido y el rigor de su forma, se considera la «insignia Gallimard» y el «Rolls Royce de la publicación».

### Álbumes de la Pléiade
La biblioteca de la Pléiade publica un álbum de la Pléiade cada año desde 1962. Estos pequeños volúmenes están dedicados a un autor o autores (período de la Revolución francesa en 1989, el teatro clásico en 1970), a una temática (NRF en 2000) o a una obra (el Libro del Grial en 2008; las Mil y una noches en 2005). Son ofrecidos gratuitamente por los libreros a los clientes que compran tres volúmenes de la Pléiade.

### Directores de la colección
- 1931-1940: Jacques Schiffrin
- 1960-1966: Jean Ducourneau
- 1966-1987: Pierre Buge
- 1988-1996: Jacques Cotin
- Desde 1997: Hugues Pradier.

## Libros
A principios de 2017, la colección incluye más de 800 obras y más de 250 autores (excluyendo obras colectivas):
- Biblioteca de la Pléiade: 787 volúmenes
- Álbumes de la Pléiade: 56 volúmenes
- Enciclopedia de la Pléiade: 54 volúmenes.

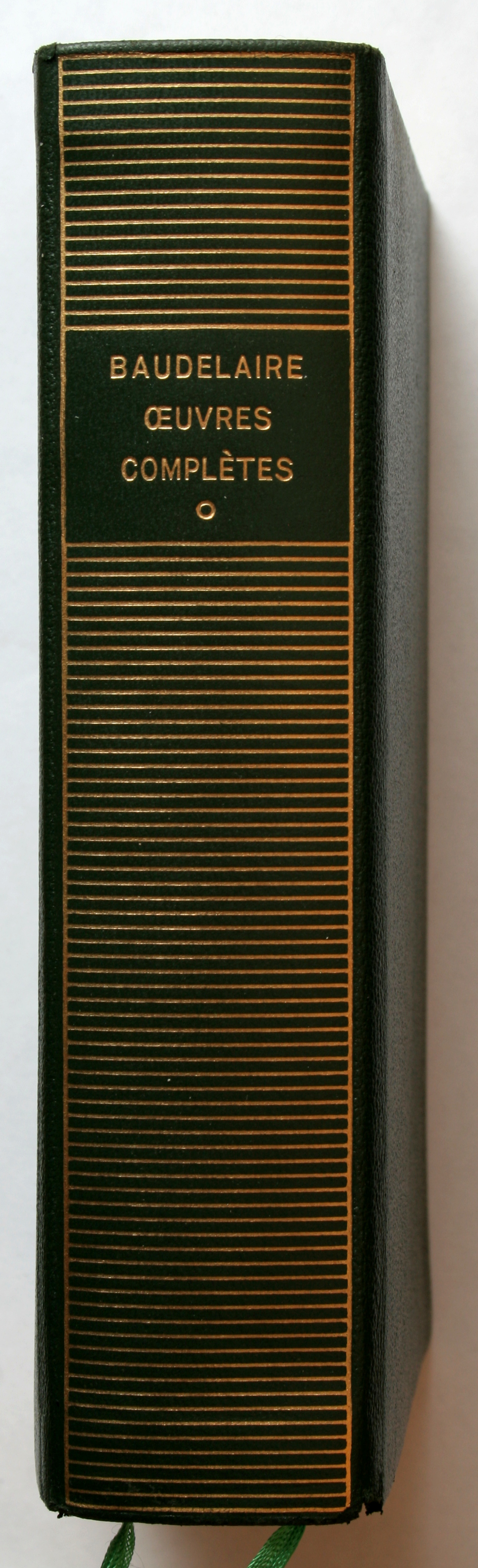
Lomo con letras doradas.

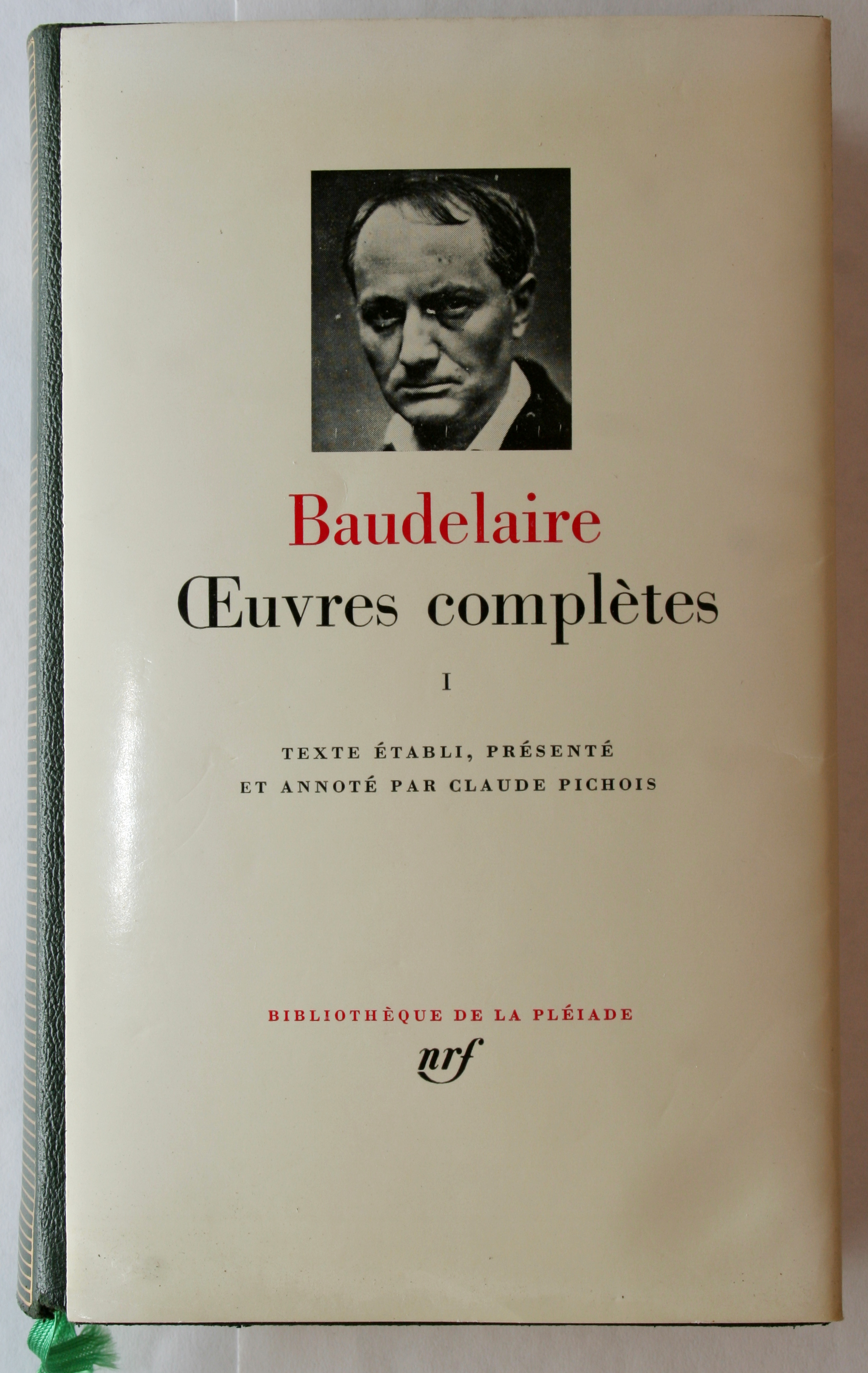
Portada de un volumen de Baudelaire de la Pléiade.

En el catálogo, la palabra «agotado» significa que el título no será reimpreso (con excepciones). «Provisionalmente no disponible» significa que el título será reimpreso, pero en una fecha no fijada. Una «reimpresión» es una reimpresión idéntica, ligeramente corregida (corrección de las erratas); una «nueva edición» es una edición completamente renovada, donde todo es diferente de la primera edición (el plan, el establecimiento del texto, el aparato crítico).

## Autores publicados
Son más de 250 autores considerados clásicos (para una lista completa, véase el artículo de Wikipedia en francés correspondiente).
Algunos autores han tenido el privilegio de ser publicados en la Bibliothèque de la Pléiade en vida:
- André Gide (1939)
- André Malraux (1947)
- Paul Claudel (1948)
- Roger Martin du Gard (1955)
- Henry de Montherlant (1972)
- Saint-John Perse (1972)
- Marguerite Yourcenar (1982)
- René Char (1983)
- Julien Gracq (1989)
- Eugène Ionesco (1991)
- Nathalie Sarraute (1996)
- Julien Green (1998)
- Claude Lévi-Strauss (2008)
- Milan Kundera (2011)[5]
- Philippe Jaccottet (2014)[6][7]
- Jean d'Ormesson (2015)
- Mario Vargas Llosa (2016)
- Philip Roth (2017).

## Estética de la colección
Desde su creación en 1931, la colección obedece a una carta de fabricación rigurosa y extremadamente precisa. Las dimensiones de la estructura son 11 × 17,5 cm. Los libros están impresos actualmente en papel opaco de color bambú (36 gramos) garantizado durante varios cientos de años, cosidos y unidos, encuadernados con una cubierta de piel suave y dorada (23 quilates). Durante la Segunda Guerra Mundial, debido a la escasez de cuero, la encuadernación se hizo en tela de imitación de cuero. Este es el caso, por ejemplo, de los Juegos y sabiduría de la Edad media (61.º volumen), publicado en 1941.
Tradicionalmente, varias imprentas se reparten las publicaciones, especialmente Normandie Roto y Aubin. Las encuadernaciones de Babouot en Lagny-sur-Marne, que producen alrededor de 350.000 volúmenes al año, han estado vinculadas a la colección desde 1931 como único proveedor. La cuota de la encuadernación en el costo total de la elaboración del libro es del 50%.

### Interior
Los libros de la Pléiade están impresos en caracteres garamond de monotipo 19 y cuerpo 9, una referencia clásica en tipografía adoptada en 1931. La búsqueda de la elegancia estética se ilustra por las muchas ligaduras que se encuentran a lo largo de las páginas. La finura del papel impone una calibración perfecta del diseño y de la impresión: el menor cambio de líneas entre un frente y un respaldo, pero también entre dos páginas cerradas, aparece de forma transparente y puede dificultar la lectura. En esta misma perspectiva de comodidad de lectura, el papel biblia también es opacificado químicamente.
Además, el uso del número de oro en el cálculo de espacios en blanco (en las páginas de título, antes y después de los títulos y encabezados) tiene como objetivo definir un equilibrio perfecto en las páginas de cada libro.

### Apariencia externa
Algunos volúmenes de la Pléiade muestran el código de color de los siglos.
Desde el principio, el exterior de los libros no es ocupado por ninguna inscripción, excepto en el lomo, que sólo presenta el nombre del autor y el contenido del volumen (novela, obras completas, teatro, cartas, etc.).
Desde el inicio de la colección, el color de la encuadernación de un volumen depende del siglo en que vivió su autor. El código de color nunca ha cambiado:
- habana para la literatura del siglo XX
- verde esmeralda para la literatura del siglo XIX
- azul para la literatura del siglo XVIII
- rojo veneciano para la literatura del siglo XVII
- corinto para la literatura del siglo XVI
- púrpura para la literatura medieval
- verde antiguo para la literatura antigua.

Tres excepciones a este código se refieren a obras de un tipo particular:
- gris para los textos de referencia de las principales religiones monoteístas;
- rojo «Churchill» para las antologías, así como para la primera edición de La comédie humaine de Honoré de Balzac (la presente edición respeta el color normal del siglo XIX);
- crema para la primera edición de las obras poéticas completas de Charles Péguy (la presente edición respeta el color del siglo XX).

El lomo de los libros de la biblioteca de la Pléiade está decorado con filetes dorados horizontales (la enciclopedia se distingue por un dorso decorado con estrellas). Una particularidad para las obras del siglo XX: el color Habana está demasiado cerca del oro, y por ello el título es verde. Otra peculiaridad para los volúmenes de Jean-Jacques Rousseau, que son ligeramente diferentes de los otros del siglo XVIII: el título, en el lomo, es marrón.